# Froelichia
Froelichia és un gènere de plantes amb flors dins la família Amaranthaceae. Costa de 28 espècies descrites i d'aquestes només 15 acceptades.

## Descripció
Són plantes herbàcies anuals o perennes però amb la rel un poc llenyosa. Tija densament pubescent amb pèls ramificats que semblen teranyines. Fulles de 5-14 cm de llargada coriàcies, linears a estretament oblongo-lanceolades. Les inflorescències en panícula. Fruits ocults en el calze persistent i llavors aplanades cirulars.

## Distribució
12 de 20 espècies, distribuïdes pels Estats Units i Canadà fins a Amèrica del Sud i les illes del Carib.

## Taxonomia
Aquest gènere va ser descrit per Alexander von Bunge i publicat a Methodus Plantas Horti Botanici et Agri Marburgensis : a staminum situ describendi 50. 1794. L'espècie tipus és: Froelichia lanata Moench
| - Froelichia alata - Froelichia arizonica - Froelichia braunii - Froelichia campestris - Lista completa de especies |